# Goethe und Psyche

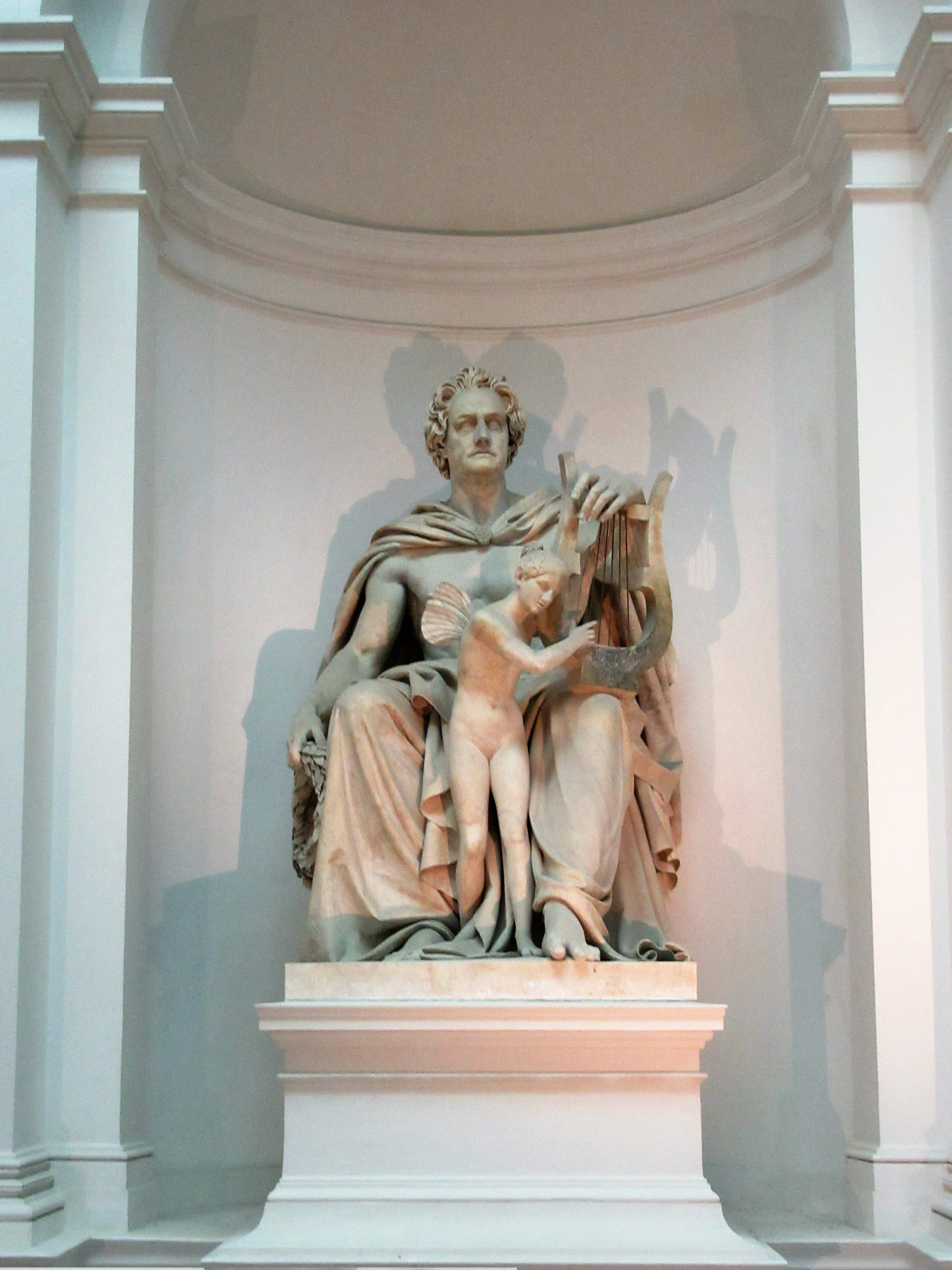
Goethe und Psyche (Statue von Carl Steinhäuser, 1851)

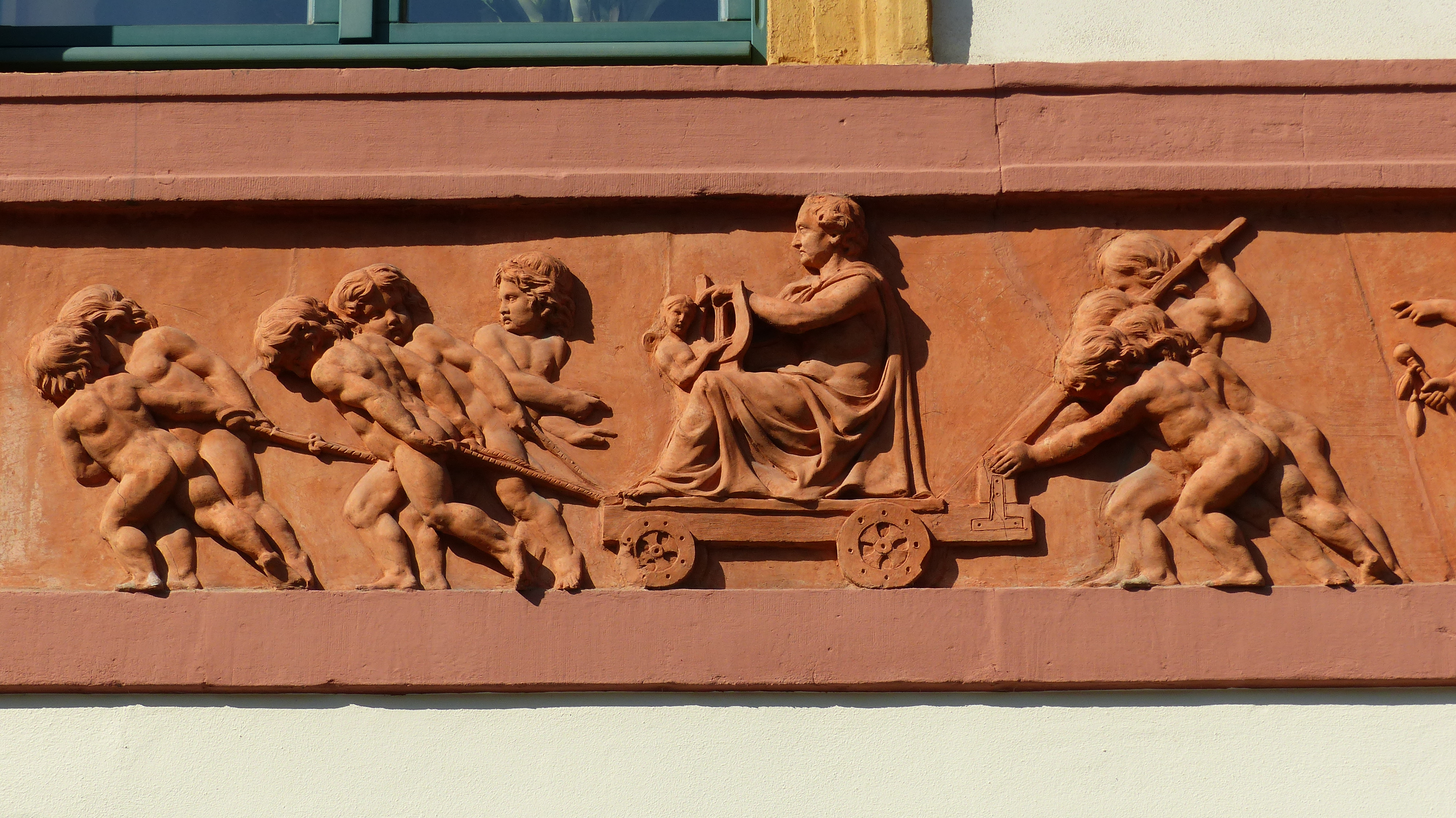
Der Transport des Denkmals Goethe und Psyche am Fries des Stegmannschen Hauses

Die monumentale Plastik Goethe und Psyche befindet sich seit 1865 im Treppenhaus des Neuen Museums Weimar. Carl Steinhäuser gestaltete sie 1851 nach einem Entwurf und im Auftrag von Bettina von Arnim aus Carrara-Marmor in Rom. Seitens der Familie brachte es Bettina Vorwürfe ein, da die finanziellen Belastungen ziemlich hoch waren. Nur durch Wolfgang von Goethe bzw. die Großherzogin Maria Pawlowna konnte es vollendet werden. Ursprünglicher Aufstellungsort war ab 1853 nach einem aufwendigen Transport das Tempelherrenhaus. Diese Kolossalstatue hat ein Gewicht von über 10 Tonnen. Dieser Transport wurde am Stegmannschen Haus künstlerisch thematisiert. Die Nische im Treppenhaus wurde eigens für diese Monumentalstatue vorgesehen.

## Beschreibung
Die Höhe der 10 Tonnen schweren Sitzstatue beträgt 236 cm.
Goethe hat in seiner linken Hand eine Lyra, die er auf seinem Knie abstützt. Die vor seinen Knien Lyra spielende geflügelte Psyche ist im Verhältnis zu ihm relativ klein dargestellt. Er ist mit einem antikisierenden Gewand dargestellt. Ein Fuß ist zu sehen ohne Schuhbekleidung. Unter der Sitzstatue ist ein großer Sockel ebenfalls aus Carrara-Marmor. In der herabhängenden rechten Hand hält er den Lorbeerkranz.
Das Motiv entsprang der Phantasie der Bettina von Arnim. Es war ihr ein Anliegen, „das Rätsel ihres Daseins“ darzustellen, wobei sie selbst sich in der Rolle der Psyche sah. Diese Figur sollte ihrem Wunsch nach auch ihre Züge tragen. Goethe auf dem Thron sitzend wird zum Gott überhöht.
Es wurde wohl auf Amor und Psyche angespielt.